# Julius Meinl
Julius Meinl je rakouská společnost zabývající se zejména prodejem kávy a lahůdek. V minulosti firma podnikala také v bankovnictví, na trhu s nemovitostmi a v maloobchodu. V Česku v letech 1994–2005 provozovala síť stejnojmenných supermarketů. Firma se jmenuje po svém zakladateli, kterým byl Julius Meinl I.

## Struktura společnosti
V říjnu 2020 vznikla společnost House of Julius Meinl, registrovaná ve Spojeném království, která zastřešuje byznys rodiny: kulinářský maloobchod a výrobu cukrovinek (Julius Meinl am Graben, KEX Confectionery), luxusní hotelové rezidence (Julius Meinl Living) a finanční služby (Julius Meinl Private Wealth). Společnost House of Julius Meinl také investuje do minoritních podílů firem s spotenciálem nadstandardních výnosů. Předsedou představenstva firmy House of Julius Meinl je Julius Meinl V. Jeho syn Julius Meinl VI. je ředitelem společnosti Julius Meinl Living.

## Historie

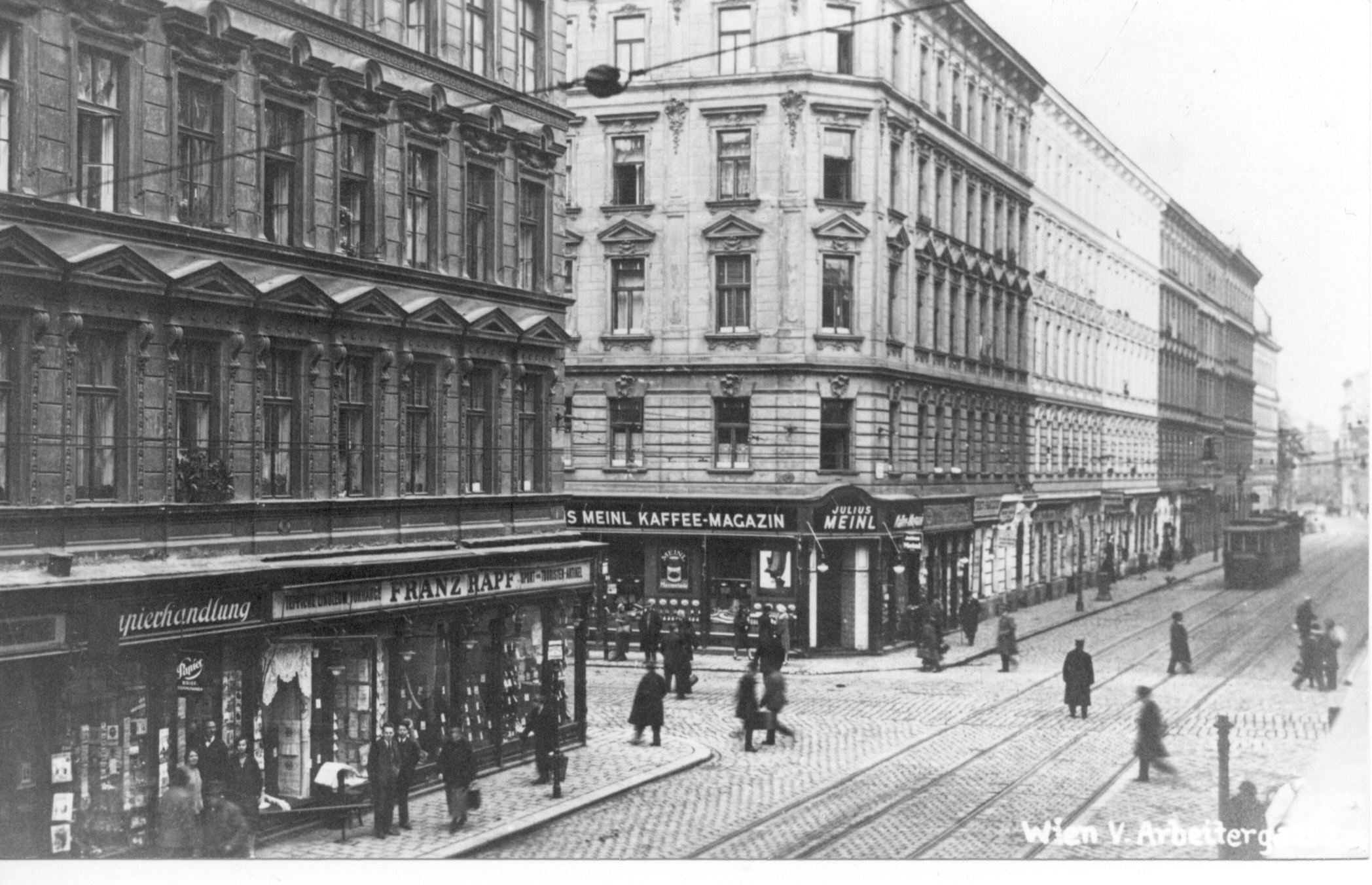
Prodejna ve Vídni v meziválečném období

Počátky firmy sahají do roku 1862, kdy si Julius Meinl I. otevřel obchod s potravinami v centru Vídně. Po krachu na vídeňské burze v roce 1873 se Meinl dostal do finančních problémů, díky domluvě s věřiteli však byl schopen podnik zachránit. Od roku 1877 prodejna začala nabízet také praženou kávu, přičemž pražení bylo prováděno metodou, kterou si Meinl nechal patentovat. O praženou kávu byl mezi zákazníky velký zájem, protože do té doby se káva běžně prodávala zelená. Podnik se rozrostl a přestěhoval se do nové centrály, kde kromě kanceláří a skladů byla i pražírna kávy. Na přelomu 19. a 20. století už byl Julius Meinl největším importérem čaje a kávy v Rakousku-Uhersku. Sortiment se postupně rozšiřoval například o čokoládu, džemy, sušenky, ocet, oleje a margaríny či lihoviny.
V roce 1913 firmu převzal Julius Meinl II., který se na jejím vedení podílel již předtím. Firma prosperovala i po první světové válce, do jejího fungování významně zasáhl až anšlus Rakouska a druhá světová válka. V souvislosti s rasovými zákony byli z vedení firmy odstraněni Židé a na jejich místa byli dosazeni stoupenci nacistického režimu. Za války se v obchodech Julius Meinl místo lahůdek začaly prodávat běžné potraviny, například brambory, zelenina a vejce. Julius Meinl II. zemřel v roce 1944, jeho syn Julius III., toho času v exilu v Anglii, ale byl považován za nepřítele státu a nesměl být uveden v závěti. Podnik proto zdědil rodinný přítel Friedrich Hiksch a Julius Meinl III. se do vedení firmy dostal až po vyřešení majetkových poměrů na konci 40. let.

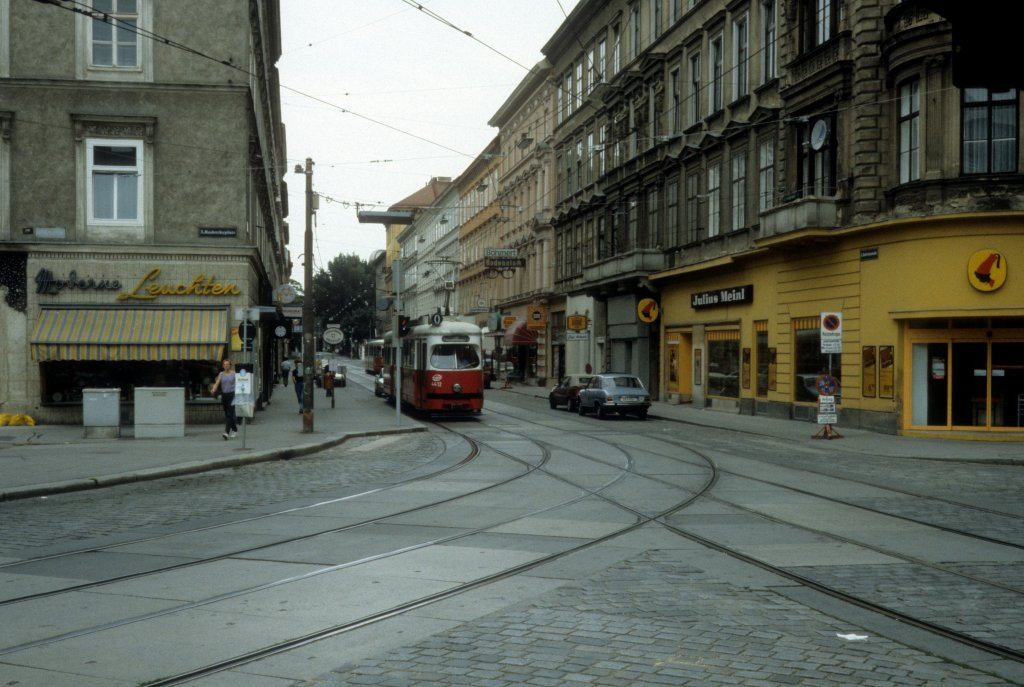
Nároží ve Vídni s prodejnou Julius Meinl v roce 1992

Poválečné uspořádání Evropy znamenalo, že z původního mezinárodního podniku působícího od Vilna po Dubrovník zbyly pouze filiálky v Rakousku a Itálii. V domácím Rakousku byl Julius Meinl jedním z největších maloobchodních řetězců s potravinami, a to až do období vzniku moderních supermarketů a diskontů v 80. a 90. letech. Po pádu železné opony firma zkoušela pod vedením Julia IV. expandovat do zemí, kde slavila úspěchy před válkou. Supermarkety Julius Meinl či diskonty Jééé tak vznikly v Maďarsku, Česku a Polsku. Po počátečním úspěchu však přišly finanční potíže a s nimi v roce 1998 také rozhodnutí většinu maloobchodního podnikání ukončit. Prodejny v Rakousku v letech 1999–2000 koupily REWE Group a SPAR, v Maďarsku v roce 1999 Louis Delhaize, v Česku v roce 2005 Ahold a v Polsku v témže roce Tesco. Jedinou prodejnou zůstalo lahůdkářství na vídeňských Příkopech (am Graben). Julius Meinl IV. se nicméně zasadil také o mezinárodní expanzi obchodu s kávou.
Julius Meinl V. rozšířil podnikání firmy v oblasti bankovnictví a obchodu s nemovitostmi, a to prostřednictvím banky Meinl Bank a realitní firmy Meinl European Land (MEL). Firma MEL, která vlastnila obchodní centra ve střední a východní Evropě, byla v roce 2008 prodána a začala působit pod názvem Atrium European Real Estate. Během světové finanční krize v letech 2007-2008 zaznamenala společnost MEL prudký pokles ceny svých akcií. Rakouské dozorové orgány následně vyšetřovaly anonymní stížnost na manipulaci s cenou akcií MEL prostřednictvím obchodů MEL s Meinl Bank a v roce 2009 byl Julius Meinl V., předseda dozorčí rady Meinl Bank, v této souvislosti zatčen kvůli podezření  z podvodu. Spolu s dalšími manažery Meinl Bank měl tajně odkupovat akcie MEL v době jejich oficiálního prodeje a tím uměle zvyšovat jejich cenu. Meinl byl po dvou dnech od zatčení propuštěn na kauci 100 milionů eur. Po 15 letech Vídeňské státní zastupitelství definitivně uzavřelo případ s tím, že prověřování ani znalecké posudky nepotvrdily v uvedené věci žádná pochybení managementu.
V prosinci 2013 se Meinl účastnil slavnostního otevření domu s lahůdkami v centru Prahy, který o necelý rok později zkrachoval. V roce 2021 v konkurzu skončila také Meinl Bank, Julius Meinl V. z postu předsedy její dozorčí rady odstoupil již o dva roky dříve.
Julius Meinl VI. je ředitelem dceřiné společnosti Julius Meinl Living, která provozuje hotely.

## Logo
Julius Meinl od roku 1924 používal ikonické logo s hlavou mouřenína v červeném fezu na žlutém pozadí, které pro společnost navrhl rakouský výtvarník Joseph Binder. Ve společenském prostředí 21. století nicméně postava mouřenína budila kontroverze kvůli možnému rasismu, a tak bylo logo upraveno. Úpravou v roce 2004, kterou provedl italský designer Matteo Thun, z loga zmizela černá barva i žluté pozadí a logo bylo jen červenobílé. Lahůdkářství Julius Meinl am Graben pak po rekonstrukci na konci roku 2021 ze svého loga hlavu vypustilo úplně a ponechalo si jen zlatý fez na petrolejově modrém pozadí. Před logem s mouřenínem Julius Meinl používal symbol plachetnice, který později ve svém logu měla také banka Meinl Bank.

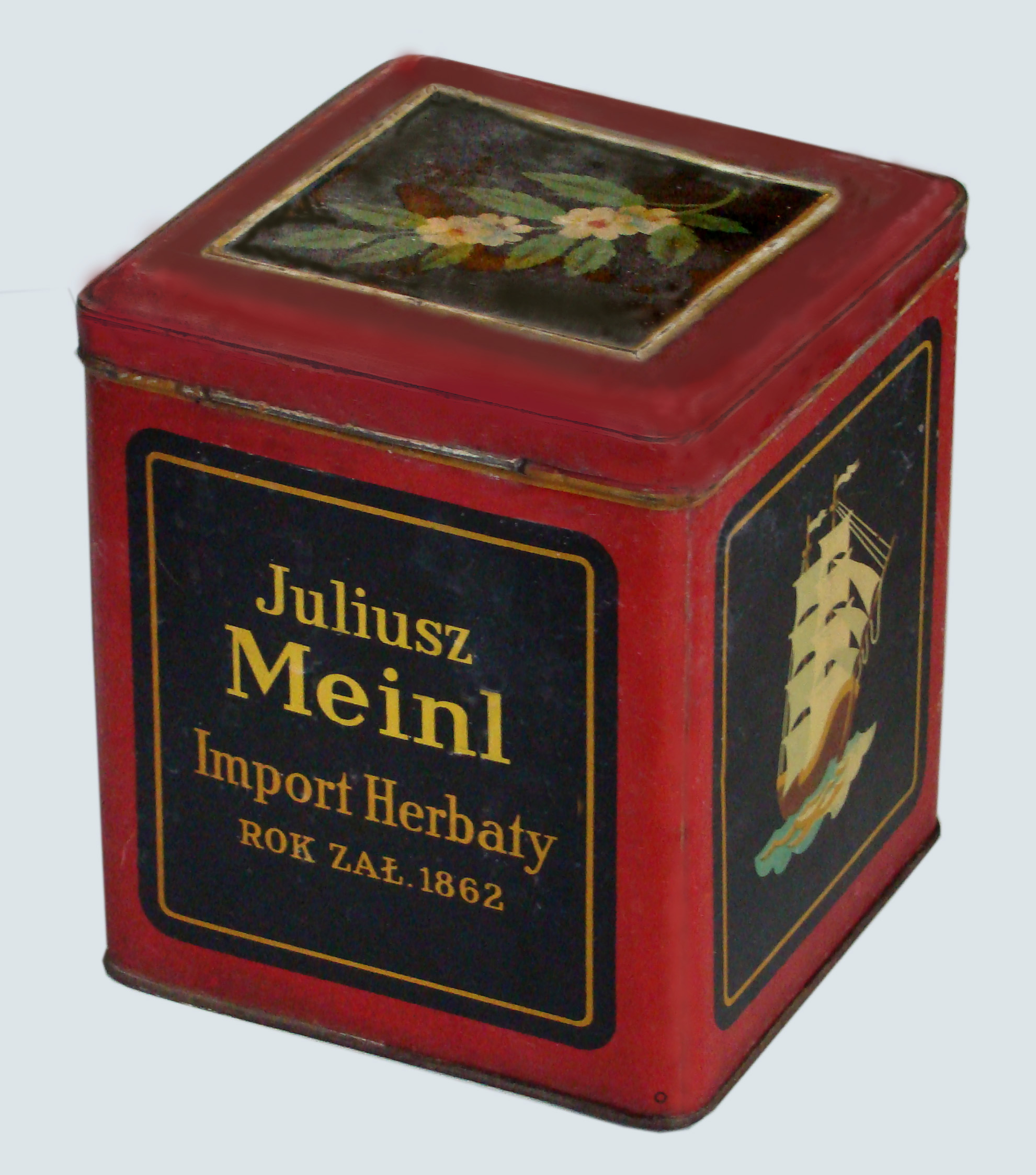
Plechovka od čaje Julius Meinl z meziválečného Polska, zboku symbol plachetnice
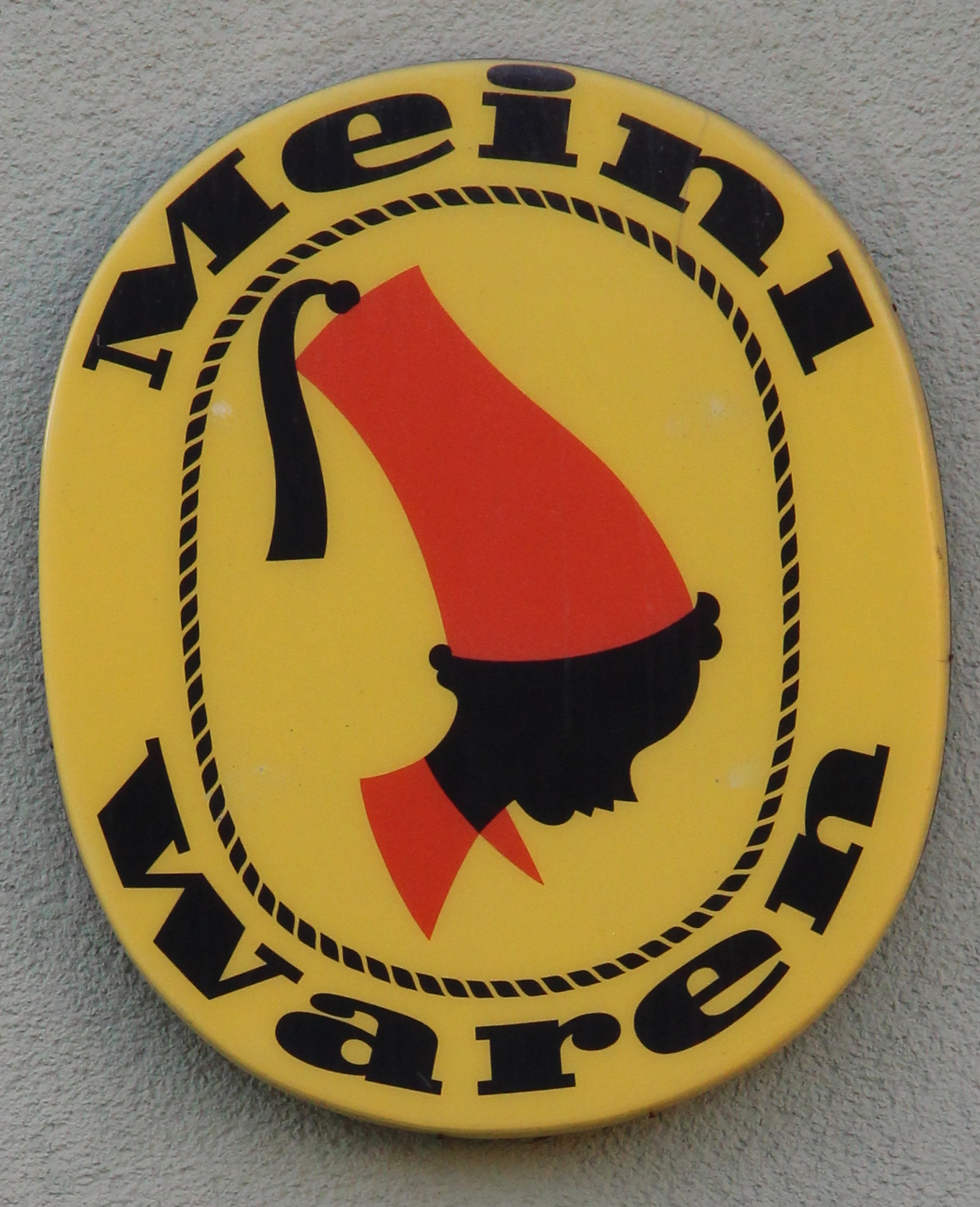
Ikonické logo s mouřenínem
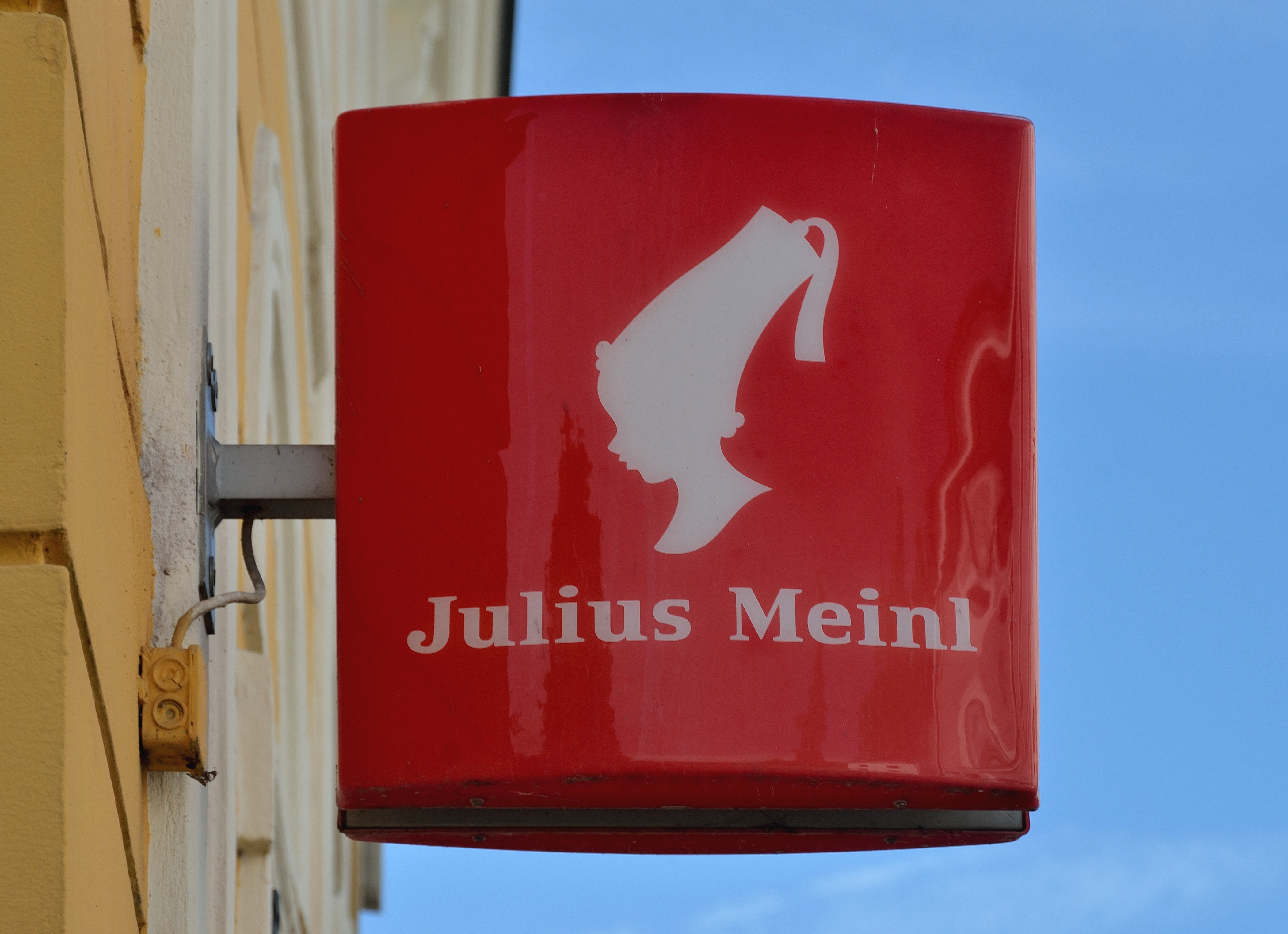
Logo používané od roku 2004 na vývěsním štítu
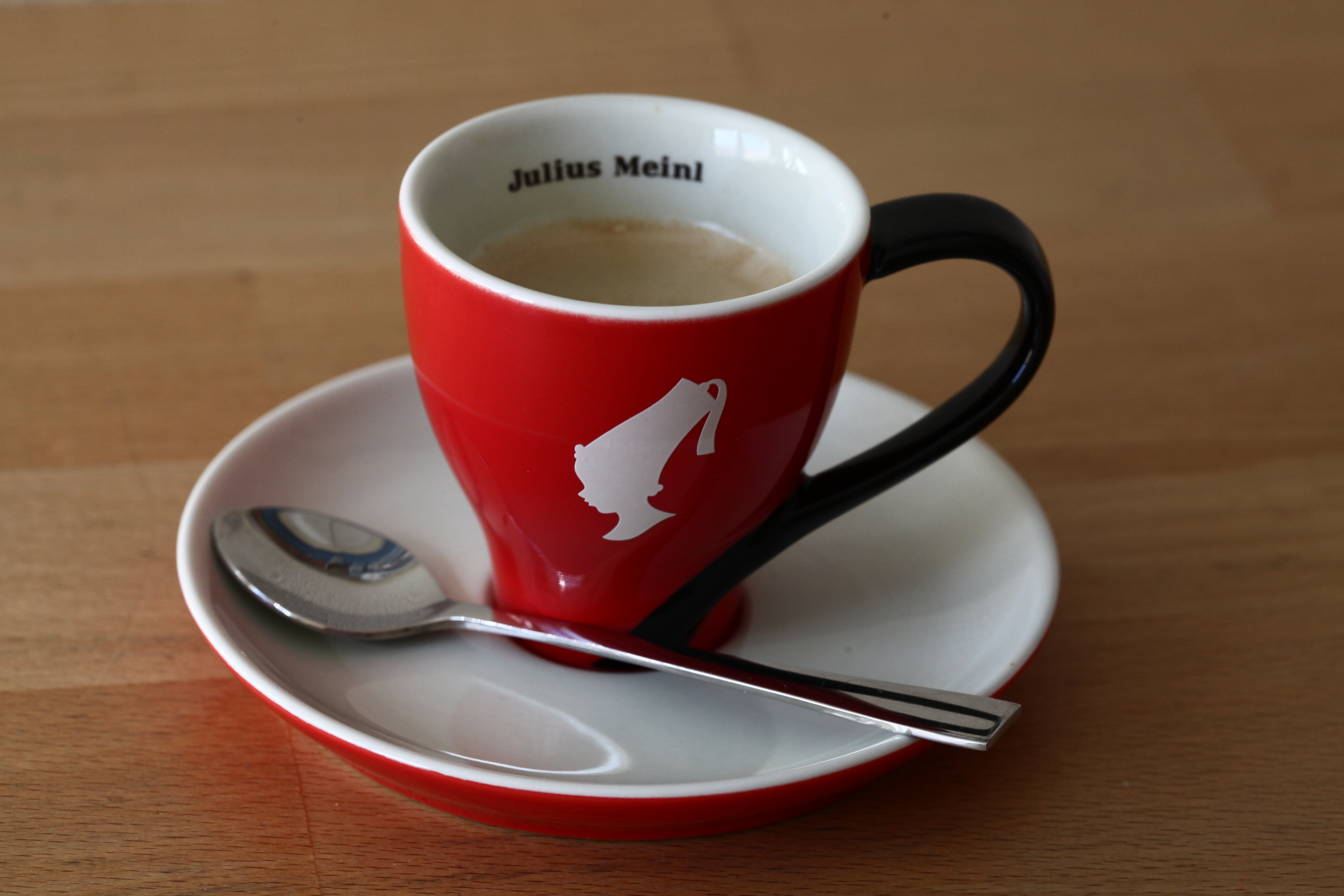
Espresso v designovém šálku, navrženém podle nového loga
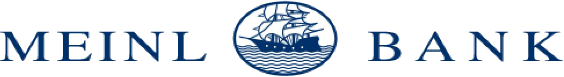
Logo Meinl Bank s plachetnicí

## Julius Meinl am Graben

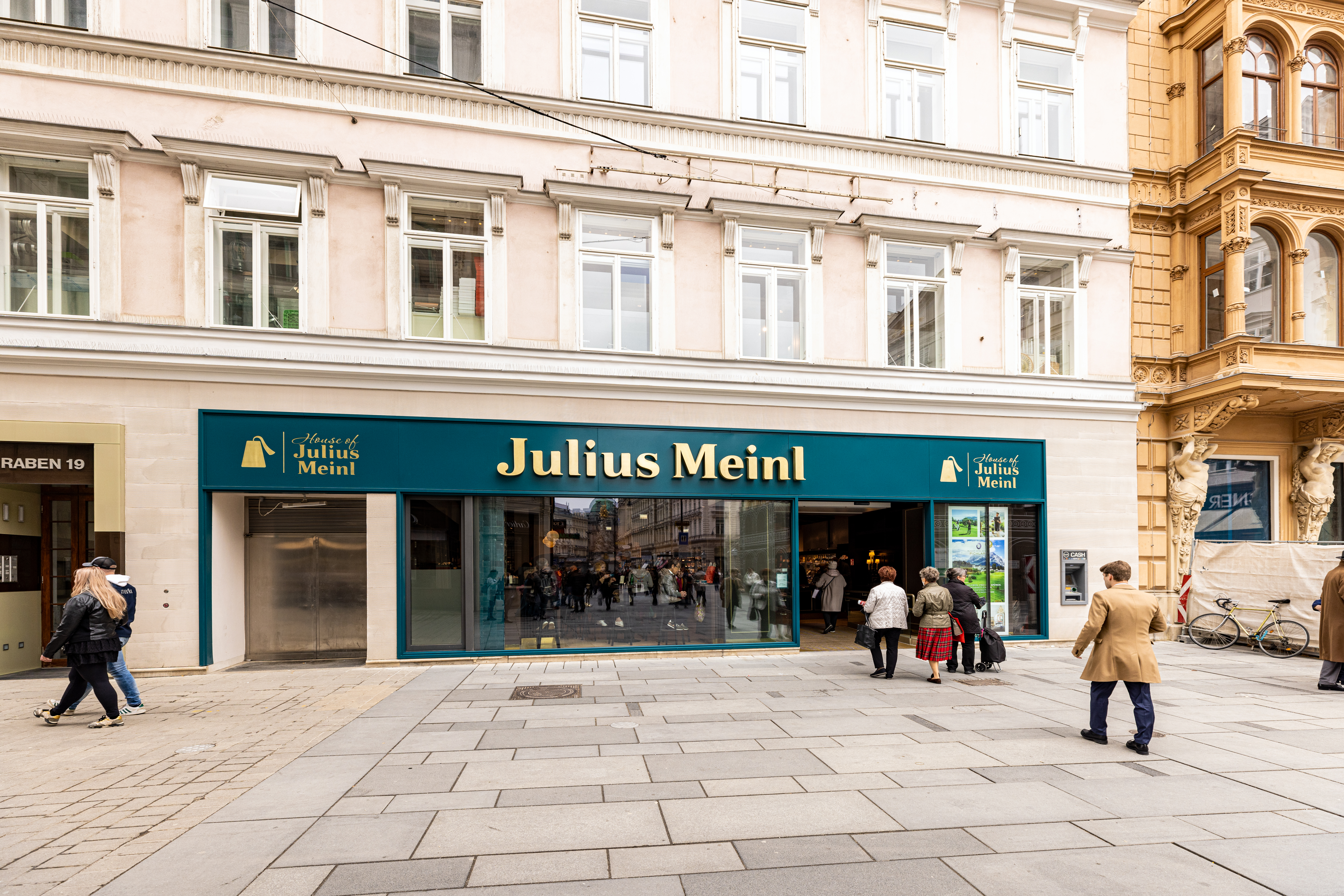
Lahůdkářství Julius Meinl am Graben po rekonstrukci (2022)

Vlajkovou prodejnou značky Julius Meinl je lahůdkářství na vídeňské ulici Graben (něm. Příkopy). Prodejna vznikla v roce 1950 původně jako malý obchod se smíšeným zbožím, postupně se však rozšířila o lahůdkářský sortiment. V roce 1999, zatímco se Julius Meinl zbavoval všech ostatních obchodů v Rakousku, prodejna am Graben prošla rekonstrukcí a byla rozšířena do dvou pater sousední budovy. Prodejna měla roční obrat 22 mil. eur a zaměstnávala 170 lidí. Další rekonstrukce proběhla ve druhé polovině roku 2021, kdy byla upravena prodejní plocha a sortiment, zrušen bar a restaurace a zavedeno nové logo. Rekonstruovaná prodejna byla otevřena 22. října 2021, po dobu rekonstrukce fungoval menší pop-up obchod v nedaleké Maysedergasse.
Kromě výrobků vlastní značky, mezi které patří káva, cukrovinky a džemy, nabízí Julius Meinl am Graben také speciality jiných značek, stejně jako čerstvé maso, uzeniny, ryby a mořské plody nebo exotické ovoce. Součástí lahůdkářství je také kavárna a bistro. Prodejna má vlastní e-shop a také pobočku v outletovém centru v obci Parndorf nedaleko města Neusiedl am See.

## Julius Meinl v Česku

### Lahůdkářství

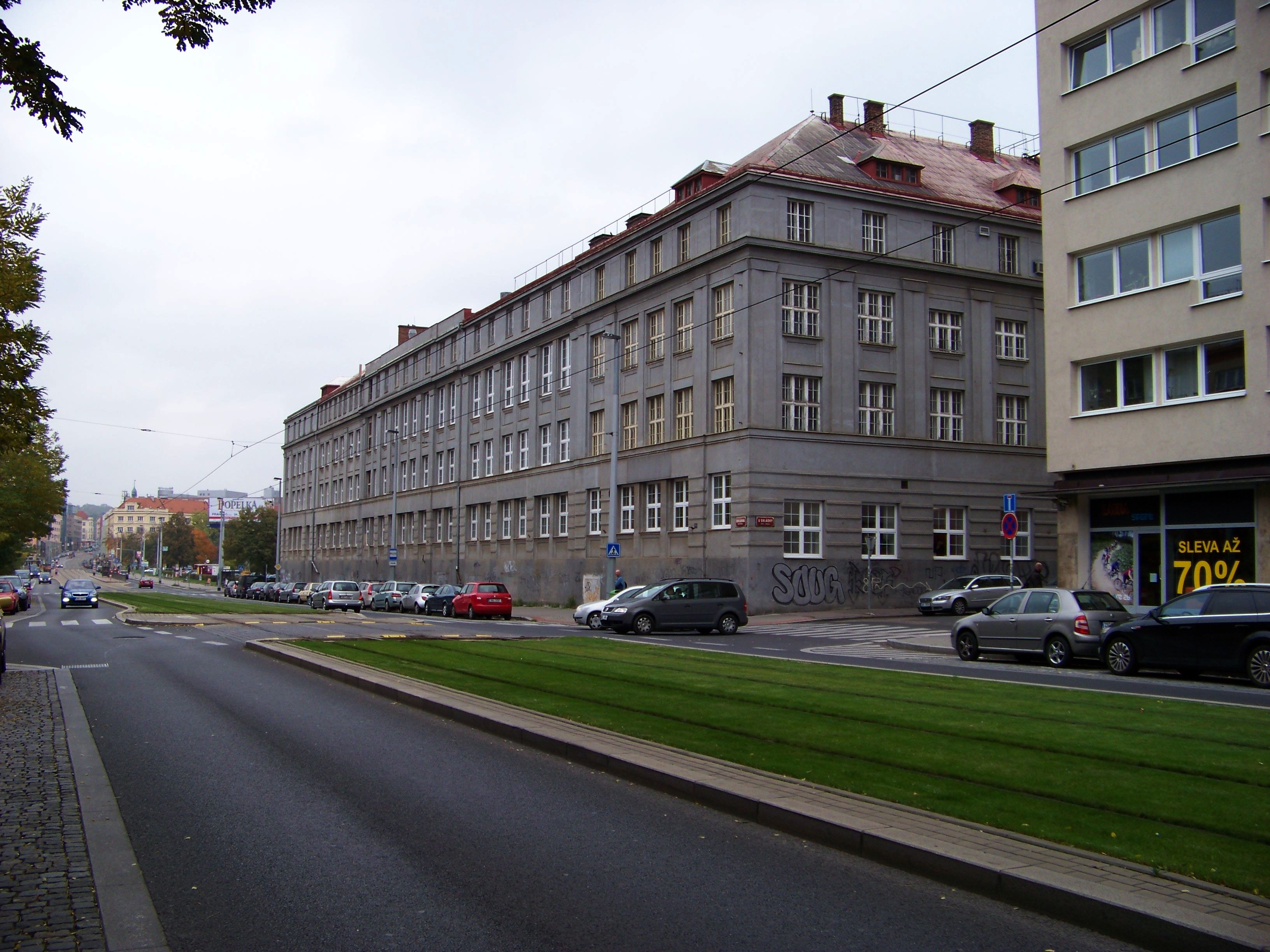
Bývalá centrála československé filiálky Julius Meinl na Sokolovské ulici v Praze (foto 2012, počátkem roku 2023 zbořena)

První lahůdkářství Julius Meinl v českých zemích vzniklo již kolem roku 1900 v Brně. V následujících letech přibyly prodejny v dalších městech. Před vypuknutím první světové války již měl Julius Meinl mimo jiné pět prodejen v Praze a v Brně tři. Za první republiky, v roce 1922, se z české filiálky stala akciová společnost. Téhož roku bylo zprovozněno sídlo v Praze-Libni na dnešní Sokolovské ulici, kde se nacházel také velkosklad a pražírna kávy. Později byla budova rozšířena také o balírnu čaje, továrnu na sušenky a výrobnu marmelády. V roce 1937, na svém vrcholu, měl Julius Meinl na území Československa 111 prodejen.
Podnikání pokračovalo i za protektorátu, ačkoliv byla firma nucena změnit část sortimentu kvůli omezení dovozu a nedostatku surovin. Nově tak Julius Meinl začal vyrábět těstoviny. 31 prodejen v anektovaných Sudetech bylo odprodáno německé mateřské společnosti. Libeňská centrála byla 25. března 1945 poškozena spojeneckým náletem. Po válce byla na podnik Benešovými dekrety uvalena národní správa. Po komunistickém převratu v roce 1948 byl Julius Meinl znárodněn a začleněn do nově vzniklého národního podniku Pramen.

### Supermarkety

#### Založení sítě a expanze

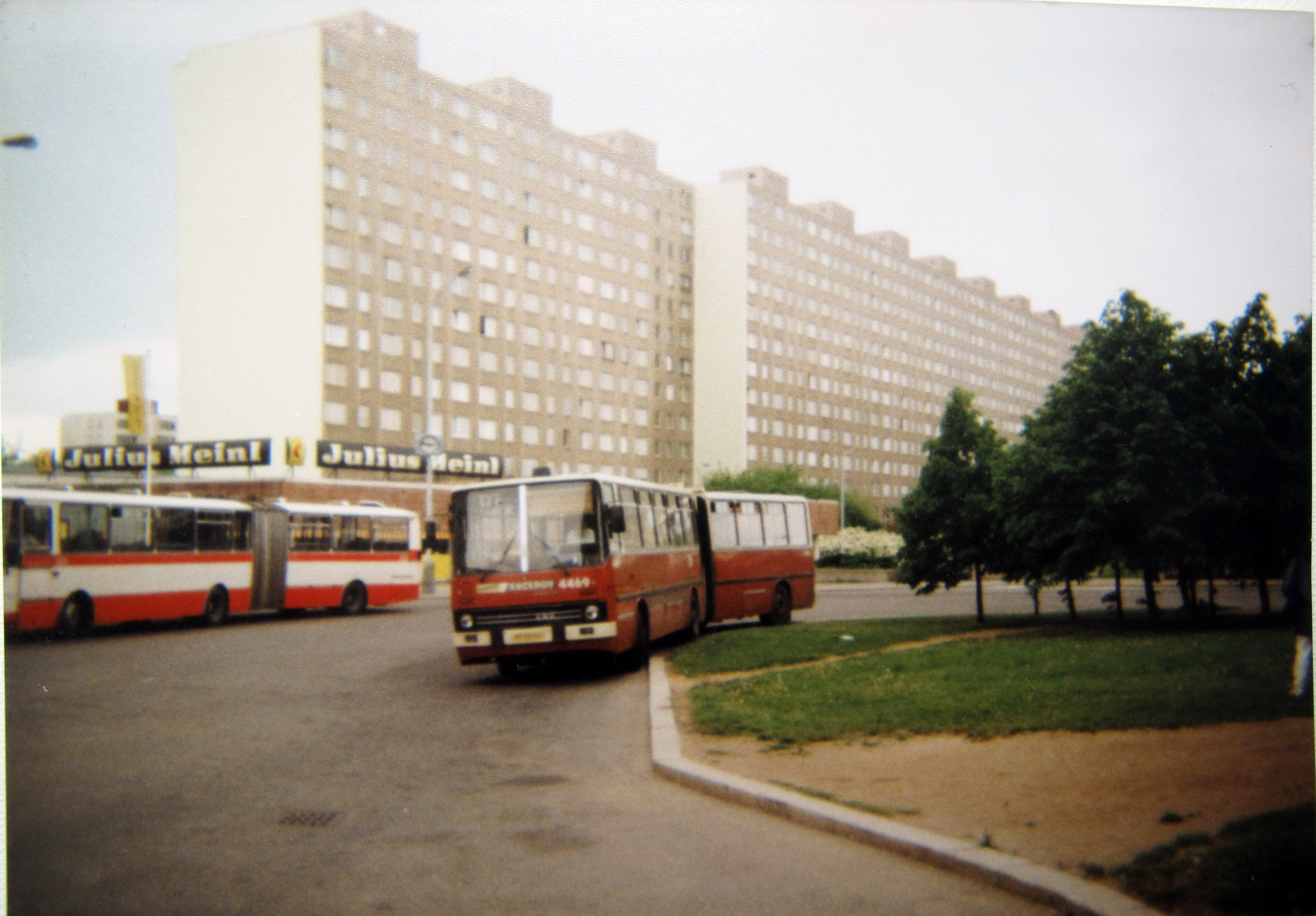
Konečná autobusů Poliklinika Mazurská v Praze-Bohnicích, v pozadí prodejna Julius Meinl (1999)

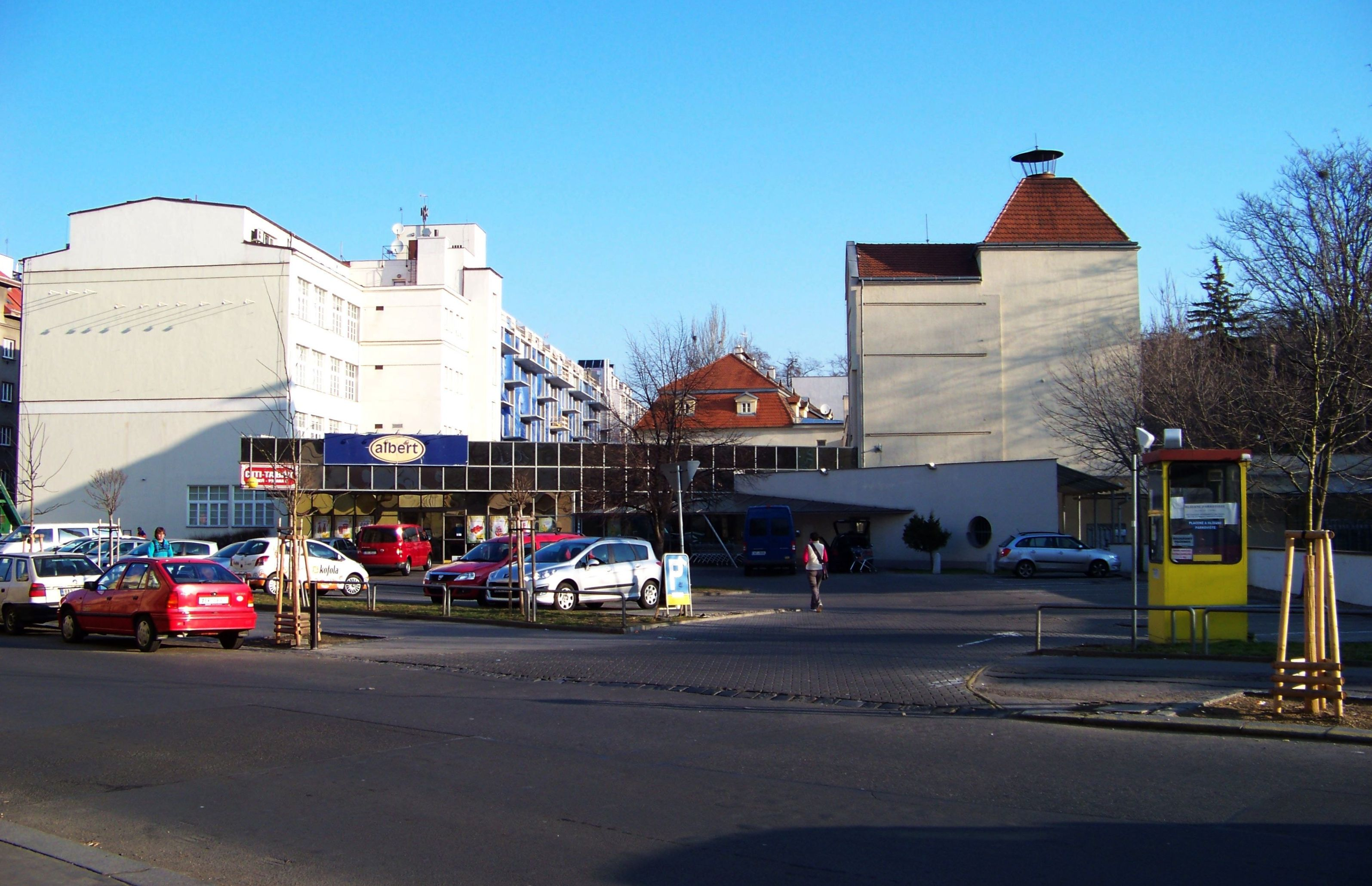
Bývalé sídlo společnosti JULIUS MEINL a.s. se supermarketem v Praze-Libni (2012)

Návrat firmy na český trh nastal v dubnu 1994, kdy byl v Praze na Vinohradské ulici otevřen první tuzemský supermarket značky Julius Meinl. Část sítě svých prodejen Julius Meinl získal privatizací podniků Pramen Morava a Pramen Praha – Červený Dvůr. V roce 1997 už byl Julius Meinl s tržbami 5,1 mld. Kč 7. největší maloobchodní společností v Česku. Síť Julius Meinl rostla i díky převzetí prodejen po zaniklých řetězcích: v roce 1998 Julius Meinl koupil přibližně 25 supermarketů řetězce Pronto Plus, další prodejny získal od řetězce Vít potraviny. Supermarkety firma otevírala především ve městech s více než 30 tisíci obyvateli, kde byla vyšší kupní síla. Na konci roku 1998 měl Julius Meinl v Česku 128 prodejen, vedle 80 supermarketů se jednalo o diskontní prodejny značky Jééé diskont a prodejny cash and carry značky Julius Meinl Impuls. Řetězec v ČR jako jeden z prvních nabízel zákaznický věrnostní program pod názvem BON! Výhodný nákup.
Julius Meinl v Česku podnikal prostřednictvím více subjektů. Prodejny v Čechách zpočátku provozovala firma JULIUS MEINL Praha spol. s r.o., zatímco na Moravě byly prodejny provozovány firmou JULIUS MEINL MORAVA a.s. Moravská firma později provoz supermarketů předala pražské firmě, od které jej v roce 2000 převzal třetí subjekt, JULIUS MEINL a.s. rovněž se sídlem v Praze. Sídlo firmy JULIUS MEINL a.s. se nacházelo v ulici U Libeňského pivovaru.

#### Ekonomické problémy
V roce 1999 se začalo hovořit o ekonomických problémech řetězce. Supermarkety od roku 2000 každoročně končily stovky milionů Kč ve ztrátě, navíc mírně klesaly jejich tržby. Zatímco za rok 2001 supermarkety Julius Meinl utržily 5,4 mld. Kč, za rok 2004 to bylo 4,9 mld. Kč. Za stagnací tržeb do jisté míry mohla stát restrukturalizace, která znamenala mimo jiné uzavírání nevýdělečných prodejen.
Již v roce 2001 se objevily spekulace o možném prodeji tuzemského podnikání (také proto, že v domovském Rakousku Julius Meinl své supermarkety prodal už po roce 1998). Ve stejném roce začal řetězec otevírat velkoplošné prodejny pod značkou Julius Meinl XL. V únoru 2003 byla spuštěna nová marketingová kampaň soustředěná kolem hesla Levněji už to nejde! Koncem roku 2003 Julius Meinl v Česku provozoval 88 supermarketů (z toho nejvíce, 31, v Praze) a 7 prodejen XL (nejvíce, 4, rovněž v Praze).

#### Kontroverze
Supermarketů Julius Meinl se v posledních letech jejich existence dotklo několik kontroverzí. V letech 2001 a 2002 Julius Meinl uzavřel s řetězcem Billa kartelovou dohodu o výkupních cenách, za což mu byla Úřadem pro ochranu hospodářské soutěže vyměřena pokuta 23 mil. Kč. V roce 2007 byla pokuta Krajským soudem v Brně snížena na 19,55 mil. Kč. Julius Meinl pokutu zaplatil, Billa proti rozhodnutí soudu podala stížnost, kterou v roce 2014 zamítnul Ústavní soud. V roce 2004 se Julius Meinl stal terčem žaloby tvůrců filmu Český sen, když ve svém letáku použil upravené logo filmu. V této době se také na českém internetu stala populární parodická rozhlasová reklama, v níž pokladní účtuje důchodci přemrštěné ceny za základní potraviny, a řetězec je zde nazván Julius Hajzl (toto označení mezi nespokojenými zákazníky získalo následně na oblibě).
V září 2005 kontrola Státní zemědělské a potravinářské inspekce odhalila závažná hygienická pochybení v supermarketu v Českých Budějovicích. Prošlé a zkažené sýry a salámy byly na příkaz vedoucího prodejny okrajovány, omývány ve slané nebo octové vodě, potírány olejem a znovu nabízeny k prodeji. Do prodejny se ke zpracování vozily závadné potraviny i z jiných provozoven. Některé zpracované potraviny měly údajně být prošlé i několik měsíců. Kromě pokuty samotnému řetězci v kauze padlo trestní oznámení. Okresní soud v Českých Budějovicích v roce 2008 třem pracovníkům řetězce uložil podmíněné tresty v délce 16 měsíců. Ti se však odvolali a krajský soud o rok později podmíněné tresty pro nedostatek důkazů zrušil. Případ prodejny Julius Meinl přitáhl pozornost k tématu kvality potravin v českých obchodech a odstartoval sérii dalších kontrol. Již o několik týdnů později se v médiích objevila další aféra se zkaženým masem, tentokrát z pražské Hypernovy.

#### Prodej sítě
V době, kdy došlo ke skandálu se zkaženým masem, již bylo známo, že supermarkety Julius Meinl z českého trhu brzy zmizí. Společnost se již během roku 2004 začala zbavovat některých prodejen a v srpnu 2005 bylo oznámeno, že zbývajících 67 odkoupí Ahold. V první transakci v říjnu 2005 nicméně Ahold koupil pouze 56 prodejen, další dvě potom koupil začátkem roku 2006. Z většiny supermarketů Julius Meinl se staly supermarkety Albert. Z prodejny XL ve Vestci u Prahy se stala Hypernova a prodejna v Praze na Petřinách sice byla koupena Aholdem, ale zůstala uzavřená. Albert výrazně posílil v Praze, kde se nacházelo 26 převzatých prodejen.

### Drogerie Droxi
Do skupiny Julius Meinl patřila také síť drogerií Droxi, která v Česku působila od roku 1996. V souvislosti s likvidací celé maloobchodní divize se již v srpnu 2005 objevily spekulace, že skupina řetězec nabídne k prodeji. To bylo definitivně potvrzeno v listopadu následujícího roku. Novým majitelem 130 drogerií Droxi se měl stát německý diskontní řetězec Schlecker, který v té době nově vstoupil na český trh. Zájem o koupi měly i dm nebo Rossmann. Úřad pro ochranu hospodářské soutěže transakci schválil v lednu 2007, prodejny byly pod novou značku převedeny v průběhu roku. Schlecker však na českém trhu nepůsobil dlouho: v roce 2012 jeho německá část zkrachovala a českou filiálku koupil řetězec drogerií Teta.
Droxi v Česku používala slogan ...a cítím se skvěle! v kombinaci se žlutomodrým logem. Kromě oddělení drogerie se v některých prodejnách Droxi nacházela také lékárna.

### Dům slahůdkami

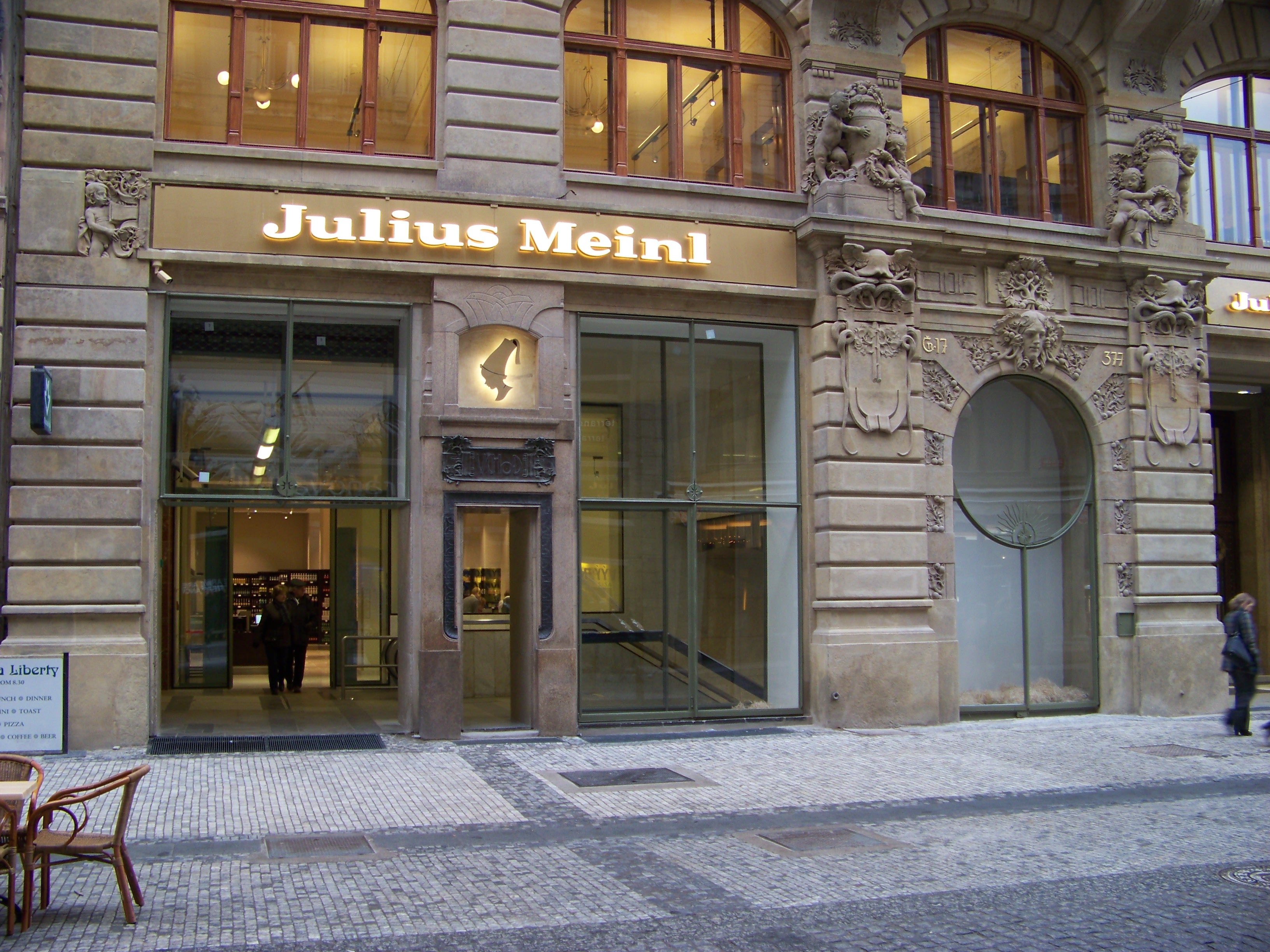
Vstup do lahůdkářství Julius Meinl v pražské ulici 28. října (2014)

Julius Meinl se do českého maloobchodu vrátil v prosinci 2013, kdy v Praze v ulici 28. října otevřel třípatrové lahůdkářství Gurmánský palác. Prodejna inspirovaná vídeňským lahůdkářstvím Am Graben na 2 500 m2 prodejní plochy nabízela sýry, maso a uzeniny, ryby a mořské plody, cukrářské výrobky nebo například alkohol a zahrnovala i luxusní restauraci. Prodejnu však od začátku doprovázely problémy. Dva dny po slavnostním otevření musela být dočasně uzavřena kvůli technické závadě. Brzy se ukázalo, že některé zboží je prodáváno za několikanásobně vyšší ceny, než je běžné v jiných obchodech. Prodejna se potýkala s nedostatkem zákazníků a její ekonomické výsledky zůstaly daleko za očekáváním. Denní tržby prodejny místo předpokládaných 800 tis. Kč činily jen 120 tisíc. V říjnu 2014 prodejna skončila v insolvenci. Kromě nájemného dlužila také dodavatelům, pojišťovnám a zaměstnancům. Po výprodeji, ve kterém bylo nabízeno i prošlé zboží, bylo lahůdkářství na konci listopadu 2014 definitivně uzavřeno.

### The Julius Hotel
V červenci 2022 skupina Julius Meinl v Praze na Senovážném náměstí otevřela hotelovou rezidenci The Julius Prague.

V přízemí domu později vznikla také malá prodejna lahůdek House of Julius Meinl, kterou se značka vrátila na český maloobchodní trh.
Záměr otevřít v Praze luxusní hotel měla skupina Julius Meinl již dříve. V letech 2016–2019 byla majitelem Hotelu Evropa v Praze na Václavském náměstí, ve kterém probíhala rekonstrukce. Další významnou pražskou nemovitostí, která patřila do portfolia skupiny, byl na přelomu let 2017 a 2018 Cukrovarnický palác (na Senovážném náměstí naproti současnému apartmánovému domu).

### Další podnikání

#### Bankovnictví
V letech 2013–2015 v Česku působila banka Meinl Bank. Banka se zaměřovala především na movité klienty. Svou činnost v tuzemsku ukončila v době, kdy její rakouská mateřská společnost čelila podezření z účetního podvodu.

#### Investování
V roce 2024 schválila ČNB vznik fondu kvalifikovaných investorů Julius Meinl Investment SICAV, a. s., s nímž lze nepřímo investovat do akcií a dluhopisů společnosti Julius Meinl Living Plc.

#### Káva
Julius Meinl do České republiky prostřednictvím společnosti Julius Meinl Coffee Intl., a.s. dováží kávu, kávové kapsle, čaj a vybavení kaváren.